# قارچ‌های ژله‌ای
قارچ‌های ژله‌ای (انگلیسی: Jelly fungus) گروهی از قارچ‌ها هستند که ظاهری ژله‌مانند دارند و وقتی خشک می‌شوند بدنه‌ای سفت و سخت پیدا می‌کنند اما در برخورد دوباره با آب به شکل قبلی خود برمی‌گردند.